# Mauricio Rodríguez
Mauricio Alonso "Pipo" Rodríguez Lindo (San Salvador, 12 de setembro de 1945) é um ex-futebolista profissional e treinador salvadorenho, que atuava como meio-campo.

## Carreira
Mauricio Rodríguez fez parte do elenco da histórica Seleção Salvadorenha de Futebol da Copa do Mundo de 1970 e foi o treinador da Copa de 1982. 